# Замарте (Семполенський повіт)
Замарте (пол. Zamarte) — село в Польщі, у гміні Камень-Краєнський Семполенського повіту Куявсько-Поморського воєводства.
Населення — 622 особи (2011).
У 1975-1998 роках село належало до Бидгощського воєводства.

## Демографія
Демографічна структура станом на 31 березня 2011 року:
|          | Загалом | Допрацездатний вік | Працездатний вік | Постпрацездатний вік |
| -------- | ------- | ------------------ | ---------------- | -------------------- |
| Чоловіки | 323     | 74                 | 217              | 32                   |
| Жінки    | 299     | 68                 | 182              | 49                   |
| Разом    | 622     | 142                | 399              | 81                   |